# مود کارلین
مود کارلین (سوئدی: Maude Karlén؛ زادهٔ ۲۵ نوامبر ۱۹۳۲) ژیمناست هنری زن اهل سوئد بود.
وی در مسابقات کشوری و بین‌المللی در مجموع برندهٔ ۱ مدال نقره شده‌است.